# Finage dolois
Limité à l'ouest par la Côte-d’Or et au sud par la Saône-et-Loire, le Finage est une petite région agricole de la plaine du Jura située au sud-ouest de Dole.

## La délimitation du territoire

### Délimitation administrative
Un finage est l'étendue d'un territoire communal, d'une paroisse. Le nom propre, Finage, est utilisé depuis le milieu du XIXe siècle pour désigner la partie de la grande plaine de la Saône se trouvant au sud du canal du Rhône au Rhin, et à l'ouest du Doubs située dans le département du Jura. Proche du confluent des deux grandes rivières il s'insère entre des limites naturelles et administratives. Ce petit pays ne constitue pas lui-même une subdivision administrative (hors la petite région agricole pour l'INSEE portant le numéro 39006) c'est donc dans sa géographie, sa géologie et son histoire qu'il faut rechercher son originalité jurassienne. Le Finage recouvre 17 communes, appartenant en totalité au canton de Chemin et partiellement à ceux de Dole-Sud-Ouest et Dole-Nord-Est.
Il s'agit, dans le canton de Chemin : d'Annoire, Aumur, Champdivers, Chemin, Longwy-sur-le-Doubs, Molay, Peseux, Petit-Noir, Saint-Aubin, Saint-Loup, et Tavaux, dans le canton de Dole-Sud-Ouest : de l'Abergement-la-Ronce, Choisey, Crissey, Gevry, et Parcey, et dans le canton de Dole-Nord-Est : Villette-lès-Dole.
Les limites non naturelles sont souvent peu visibles, parfois mal acceptées par les habitants. La zone de contact entre Bresse comtoise et Finage se situe entre Longwy-sur-le-Doubs et Chaussin; mais dire à un Chaussinois qu'il est bressan c'est risquer de s'entendre répondre que la limite avec la Bresse « passe toujours dans le jardin du voisin ».Cependant le paysage et l’apparence géologique rendent la délimitation nette, même si elle ne coïncide pas toujours avec les limites communales. Le Finage est un pays plat sans arbre, à l'habitat groupé, aux terres brunes et grises. La Bresse comtoise aux terres jaunes et blanches est verdoyante de rideaux d'arbres et de dénivelés derrière lesquels se cache un habitat dispersé. Plus fertile que sa voisine, le Finage est une vaste plaine d'alluvions humides, aux champs immenses et riches.

### Délimitation géographique: les paysages et les sols

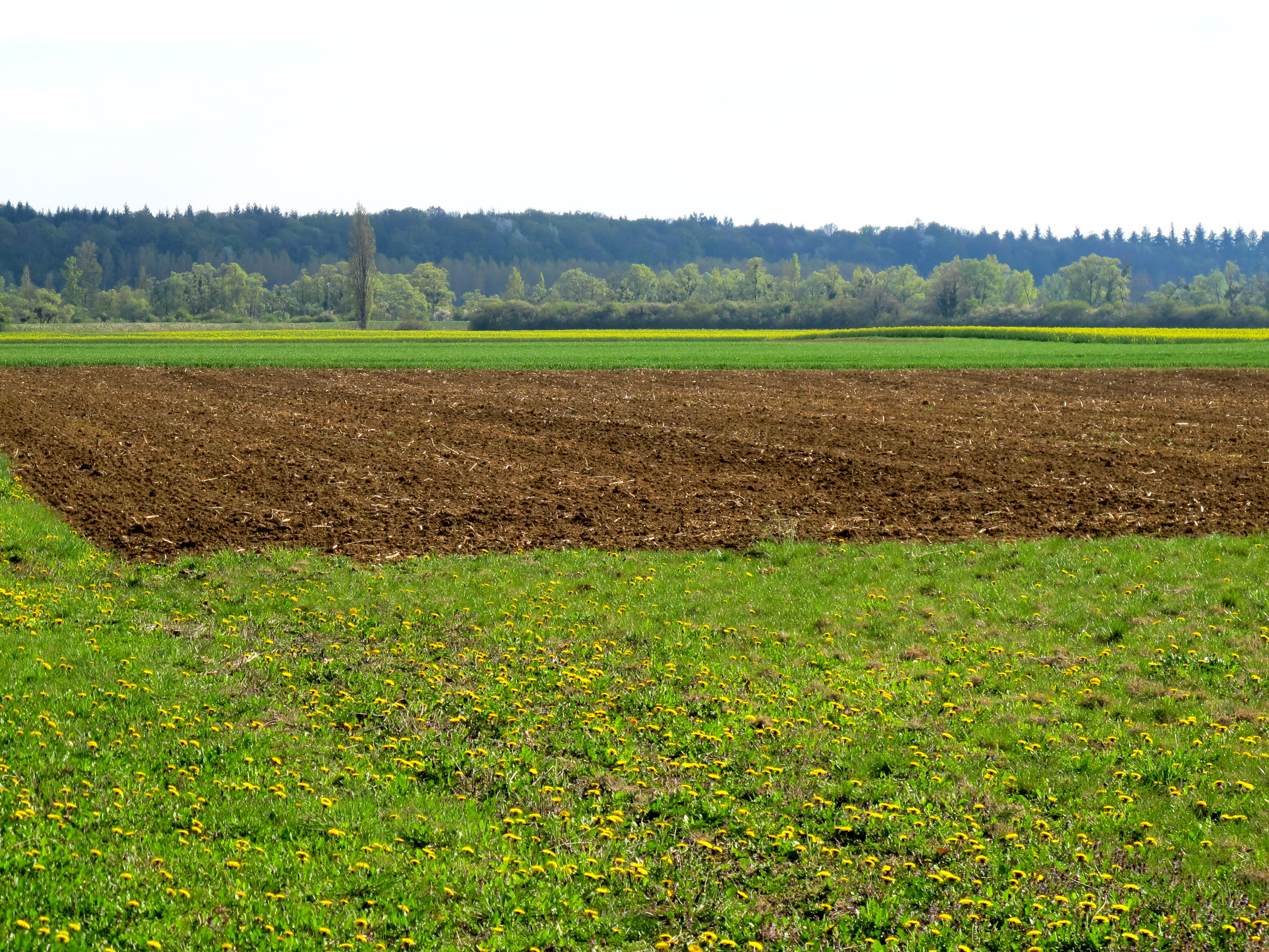
Le Doubs est ici la limite naturelle entre Finage et Bresse comtoise

Depuis les communes les plus hautes, Tavaux, Champdivers, Molay et Gevry, la vaste plaine nue s'étale vers le sud, mollement et uniformément. C'est l'immensité plate aux champs amples et bigarrés striés de voies de communications rectilignes. Paysage ouvert sans clôture, sans haie, sans talus, sans chemin creux, au climat semi-continental, humide, exposé aux vents d'ouest, moins rude que celui de l'Alsace, relativement clément bien que l'amplitude thermique y  soit importante. Les dernières gelées ont lieu début avril, mais le printemps est présent dès mars. Les étés sont chauds avec des températures dépassant les 30 °C en août. C'est la saison des atmosphères lourdes et brumeuses rappelant celles des finages d'Europe centrale. L'arrière-saison y est agréable avec les premières gelées arrivant avec la Toussaint. L'hiver fait souffler la bise sur la plaine enneigée.
Entre Saône et Doubs, la géologie du Finage, qui se prolonge en Côte-d'Or et en Saône-et-Loire, est très liée aux deux grandes rivières qui la borde. Le Doubs, puissant et capricieux a, par ses alluvions, façonné le paysage et le sous-sol. À l'ouest la Sablonne, affluent de la Saône, draine les terrains. La répartition des sols se fonde sur leur comportement à l'égard de l'eau, à l'ouest les sols sont donc légers. Sous l'effet de la pluie et de la sécheresse ils se transforment en poudre blanchâtre que pousse le vent : c'est le Finage à sol blanc qui n'est pas le plus riche. À l'est et au nord-est, en direction du Doubs les sols sont argileux, limoneux et légèrement sablonneux à l'approche de la rivière. Lourdes, profondes, sombres, difficiles à travailler ce sont les meilleures terres.

### Délimitation historique

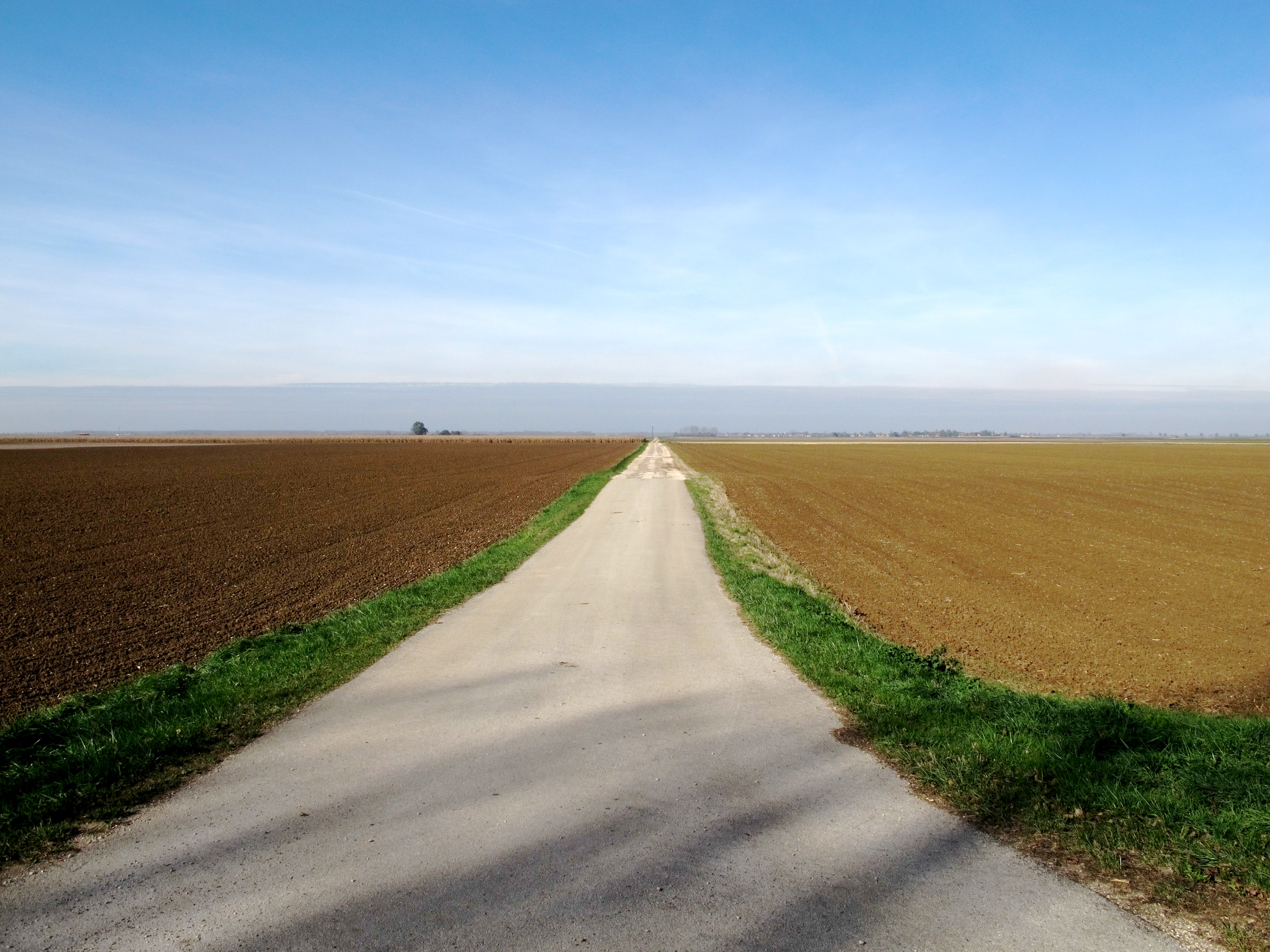
Le chemin sépare ici terres noires et terres grises.

On ne connait pas l'origine du nom donné à ce territoire. C'est probablement la création des départements qui, découpant en trois la grande plaine entre Saône et Doubs, obligea la population à dénommer distinctement la partie jurassienne. L'administration n'en fit nul usage (le Finage n'est que l'une des dix petites régions agricoles du département), aucun canton, aucune communauté de communes ne porte ce nom. Cependant depuis le plus ancien passé la région est habitée; elle fut une frontière disputée entre les Séquanes et les Eduens bien avant l'Empire romain. Il faut citer le texte du géographe grec Strabon datant du début de l'ère chrétienne. « De l'autre côté de l'Arar (nom de la Saône à l'époque) habitent les Séquanes, auxquels au contraire, les Romains et les Eduens restèrent longtemps hostiles puisqu'ils s'étaient souvent joints aux incursions des Germains en Italie… ». À l'époque ce pays probablement déjà riche d'agriculture, de voies de communication (et donc de perception de péages) fut un enjeu pour les peuples riverains même sous protection romaine. La dislocation de l'empire carolingien ne réduisit pas cette dualité : terre d'Empire et royaume de France se firent longtemps face ici. L'intérêt du pays accroît les convoitises; la protection des Grands qui restera une nécessité contrariant les alliances locales. Le Finage fut donc une zone frontalière poreuse et fluctuante. Par exemple bien que proche l'une de l'autre Chaussin appartint au duc de Bourgogne et Saint-Aubin au roi de France. Ce petit pays sera durant des siècles une limite pour les puissants.
Beaucoup plus tard, durant la Seconde Guerre mondiale, la ligne de démarcation coupant la France en deux passera à Parcey, divisant une fois encore cette région.

## Économie du Finage

### Les voies de communication
Depuis l'Antiquité le Finage est un lieu de passage. Les routes ne rencontraient ni relief ni obstacle à leur tracé permettant d'aller chercher le sel tout proche ou de faire passer des troupes vers l'est et le nord-est. Une voie romaine allait d'est en ouest, de Besançon à Chalon-sur-Saône et continuait vers d'autres villes de l'Empire romain. Cet axe est reconnaissable sur la Table de Peutinger (segmentum II et III). Bien que la représentation soit schématique on peut clairement le trouver entre Cabillione (Chalon) et Vesontine (Besançon). L'existence de cette chaussée a été confirmée par des fouilles (aujourd’hui la nationale 73 suit approximativement son tracé). Le Finage fut traversé par de nombreuses autres liaisons antiques : l'une vers Dijon, une autre vers Autun se greffant sur l'axe majeur Lyon Besançon. Le réseau des communications apparait toujours sur la carte de Cassini quelques siècles plus tard. Il est possible d'y voir le lieu-dit "La Borde Dame Nicole" toujours existant. S'y croisaient, comme aujourd'hui, deux voies romaines à destination de Chalon-sur-Saône et de Dijon. 

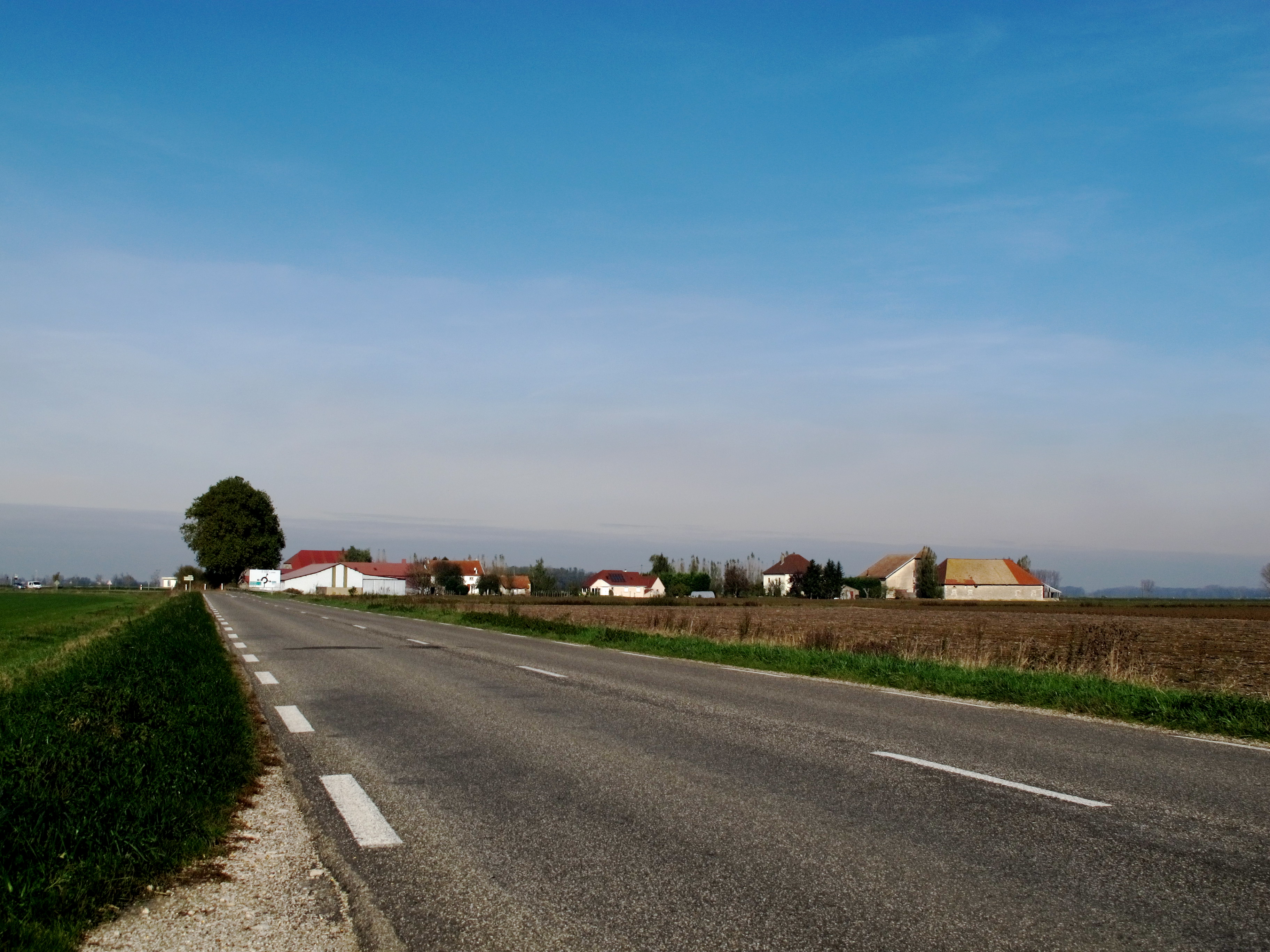
Carrefour de La Borde Dame Nicole.

Pour revenir à la période actuelle deux routes à forte circulation: N73 et N5 (Paris Genève) ont depuis longtemps précédé un maillage autoroutier important. Autour de Dole se croisent les voies A31 vers Nancy et A5 pour Paris; A39 vers Lyon par Bourg-en-Bresse; A36 vers Besançon et Bâle; A38 vers Beaune Paris et Marseille.

Le chemin de fer fut présent dès le milieu du XIXe siècle. La ligne de Chagny à Dole-Ville est un lointain ancêtre des TGV s'arrêtant à Dole. Dans le passé les croisées routières et ferroviaires étaient confortées par un réseau fluvial composé du Doubs et de la Saône. S'agissant du premier, certains historiens du XIXe siècle ont prétendu que, comme l'écrivait Strabon, la rivière était navigable; par conséquent de nombreux ports importants se seraient situés entre Choisey et Petit-Noir. Dans cette localité le port se serait appelé Abuccin. Toutefois jamais aucune trace n'a été trouvée; la fureur destructrice des crues du fleuve en est-elle venue à bout? Les archéologues actuels n'y souscrivent pas. Dès le début du XIXe siècle le canal du Rhône au Rhin a permis le développement de la grande industrie dans le Finage et l'exportation des céréales jusqu'au milieu du XXe siècle. Aujourd'hui le canal, au charme nostalgique et paisible, séduit le touriste fluvial.

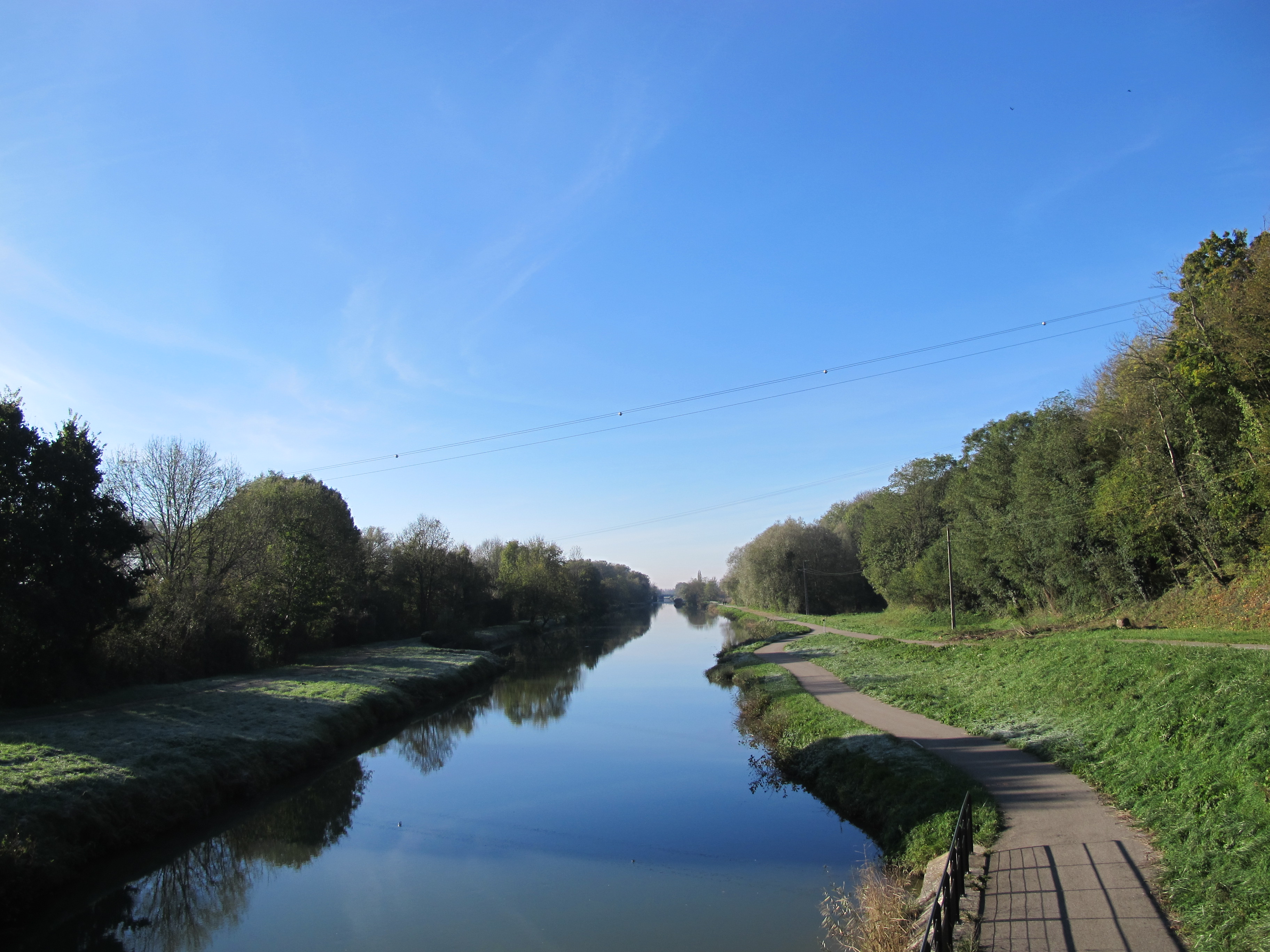
Le canal du Rhône au Rhin à Choisey.

À l'origine militaire l'aéroport de Dole-Jura, construit à Tavaux avant la Seconde Guerre mondiale, servit aux armées allemandes et alliées; aujourd'hui il constitue un avantage pour l'économie de la région.

### Statistiques démographiques
| Communes            | Canton             | superficie en km2 | Population | % moyen variation 1999/2009 | Densité au km2 | emploi total | revenu par foyer fiscal en € | Nb expl agricole |
| ------------------- | ------------------ | ----------------- | ---------- | --------------------------- | -------------- | ------------ | ---------------------------- | ---------------- |
| Abergement la Ronce | Dole sud-ouest     | 7,1               | 755        | 0,3                         | 106,0          | 53           | 22 994                       | 6                |
| Annoire             | Chemin             | 15,7              | 398        | -0,3                        | 25,4           | 88           | 19 118                       | 16               |
| Aumur               | Chemin             | 9,2               | 371        | 0,8                         | 40,2           | 21           | 19 968                       | 4                |
| Champdivers         | Chemin             | 7,5               | 439        | 0,1                         | 58,9           | 76           | 21 781                       | 11               |
| Chemin              | Chemin             | 9,1               | 355        | -0,7                        | 38,8           | 52           | 17 621                       | 12               |
| Choisey             | Dole sud-ouest     | 7,6               | 1027       | 0,4                         | 134,4          | 800          | 22 641                       | 5                |
| Crissey             | Dole sud-ouest     | 4,8               | 659        | 1,1                         | 137,0          | 68           | 26 620                       | 3                |
| Gevry               | Dole sud-ouest     | 5,3               | 642        | 0,3                         | 120,9          | 49           | 21 563                       | 9                |
| Longwy sur le Doubs | Chemin             | 16,5              | 555        | 1,2                         | 33,7           | 76           | 19 162                       | 20               |
| Molay               | Chemin             | 6,4               | 489        | 0,3                         | 76,6           | 31           | 20 691                       | 3                |
| Parcey              | Dole sud-ouest     | 8,9               | 943        | 1,2                         | 105,5          | 166          | 26 140                       | 8                |
| Peseux              | Chemin             | 5,4               | 281        | 1,3                         | 52,4           | 39           | 21 363                       | 11               |
| Petit Noir          | Chemin             | 20,5              | 1179       | 2,0                         | 57,5           | 125          | 17 760                       | 14               |
| Saint Aubin         | Chemin             | 33,8              | 1743       | 1,3                         | 51,6           | 266          | 21 433                       | 32               |
| Saint Loup          | Chemin             | 9,6               | 277        | -0,1                        | 28,9           | 34           | 21 520                       | 11               |
| Tavaux              | Chemin             | 13,9              | 4056       | -0,5                        | 292,6          | 3 271        | 23 222                       | 12               |
| Villette lès Dole   | Dole nord est      | 4,6               | 774        | 1,8                         | 168,6          | 114          | 22 918                       | 3                |
| Finage              | Totaux ou moyennes | 185,9 km2         | 14 943 h   | 0,9 %                       | 80,4 h/km2     | 5 329 empl   | 21 559 €                     | 180 expl         |
| Département du Jura |                    | 4 999,2 km2       | 261 277 h  | 0,4 %                       | 52,3 h/km2     | 99 411 empl  | 21 266 €                     | 3 334 expl       |
| Rapport Finage/Jura |                    | 3,7 %             | 5,7 %      | 225 %                       | 153 %          | 5,4 %        | 101 %                        | 5,3 %            |

Source INSEE
Commentaires : Le Finage est, par sa superficie, un petit territoire du Jura, dynamique par sa démographie, son agriculture et son industrie. Au nord c'est une zone péri-urbaine autour de Dole et Tavaux. Treize agglomérations ont moins de 1 000 habitants (45 % de la population et 64 % de la superficie). Tavaux représente 27 % de la population mais aucune commune ne se situe en dessous de 200 habitants. Au sud Petit-Noir et Saint Aubin dépassent les 1 000 habitants constituant leur propre périmètre d'influence. L'éventail des revenus fiscaux moyens par foyer, très ouvert, désigne les communes les plus résidentielles. Les exploitations agricoles restent relativement nombreuses pour un territoire où le nord ne cesse de s'urbaniser. La richesse de la terre du Finage permet toujours une activité agricole viable même si le nombre des domaines agricoles diminue.

### Les activités économiques

#### L'agriculture
La richesse alluvionnaire de la terre pourrait laisser penser qu'elle fut toujours exploitée par une agriculture de grands domaines. Ce serait probablement une erreur. Comment se présentaient les cours d'eau ? Que cultivait-on ? Le paysage était-il semblable à l'actuel ? Les archéologues cherchent à savoir. Le Doubs, rivière voyageuse, n'occupait probablement pas le même lit. Les méandres se déplacent se bouchent, créent des « mortes » c'est-à-dire des mares, des étangs, rendant ainsi la plaine marécageuse. Le phénomène se produit toujours aujourd'hui à l'échelle du temps humain (malgré les travaux de renforcement des rives menés depuis le milieu du XIXe siècle). Pour connaitre l'état d’évolution des paysages les techniques des sciences de l'environnement sont utilisées : analyse d'échantillons de terroirs prélevés dans des fossés de drainage, étude des pollens emprisonnés dans les dépôts sédimentaires, (palynologie). Il serait illusoire d'imaginer que le Finage a toujours été une Beauce franc-comtoise, mais depuis plus d'un siècle cette immense plaine est une zone de culture extensive de plein champ où la mécanisation a été précédée par des remembrements précoces. Le nombre des agriculteurs a décru du fait de la concentration des exploitations. La situation est toutefois très variable suivant la situation des communes par rapport à Dole. Certaines comme Choisey, ou Molay sont devenues des localités péri-urbaines ne comportant quasiment plus d'exploitation agricole tandis que Longwy, Annoire, Petit-Noir restent des communes à dominante agricole marquée. On y récolte des céréales, du maïs, du colza, des plantes fourragères chaque espèce bariolant le paysage suivant la saison; le vert tendre succède au jaune acide avant l'or de juillet et le brun-roux du maïs donnant  de la beauté à cette étendue. Aucune de ces cultures n'étaient pratiquées avant le siècle dernier, à l'exception du blé: alors comment était le paysage ?

#### L'industrie

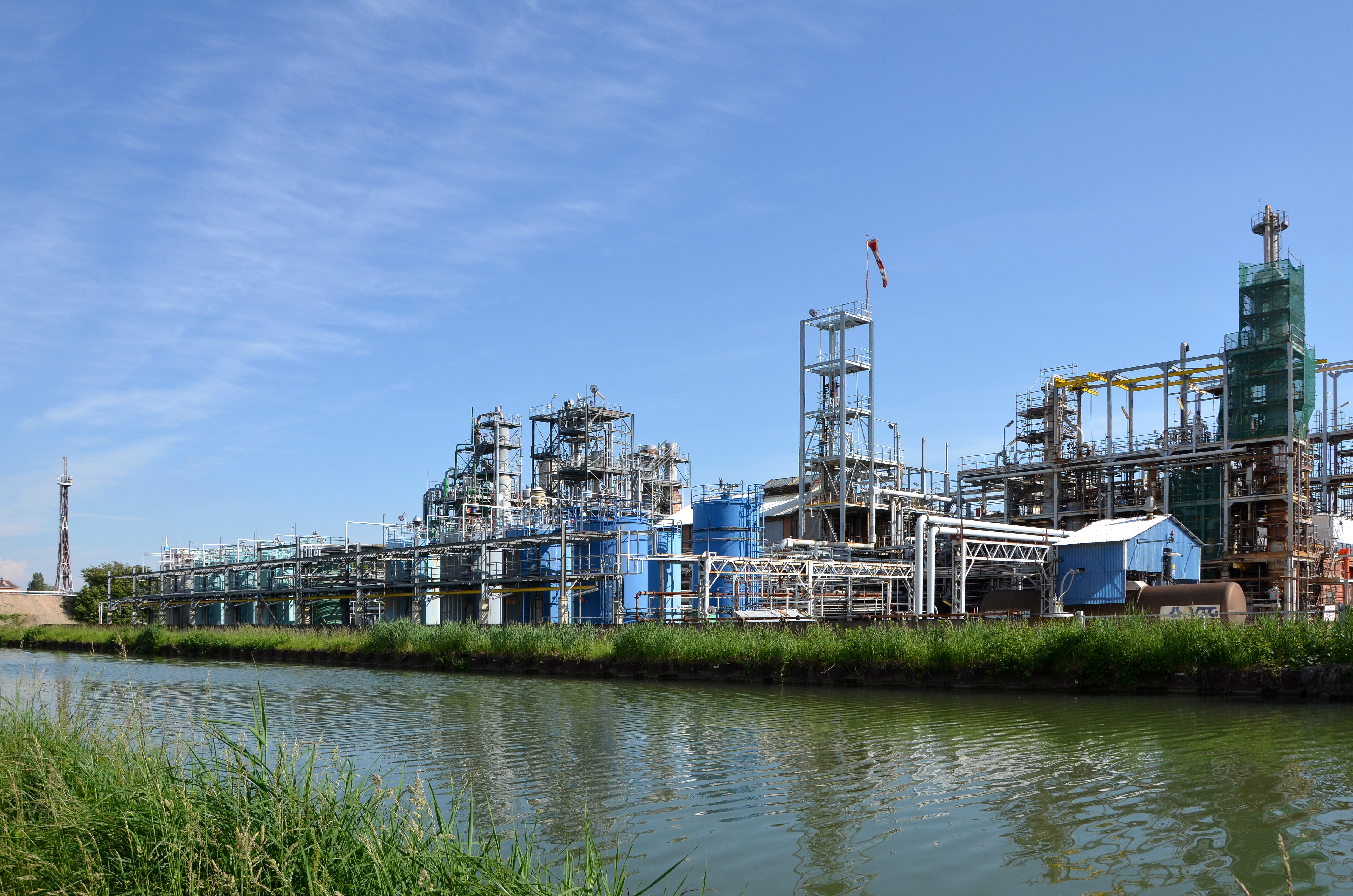
Le canal du Rhône au Rhin et l'usine Solvay.

L'industrie est ancienne dans le Finage (carrières, fonderies) mais c'est durant le second tiers du XXe siècle que Tavaux deviendra une grande cité industrielle par l'installation de la société Solvay. Un nouveau procédé de fabrication du carbonate de soude est inventé par un Belge, Ernest Solvay, en 1861. Les premières usines s'installent dans l'Est de la France. Après la Grande Guerre le groupe Solvay recherche une nouvelle implantation qui, proche de moyens de transport serait à proximité des matières premières nécessaires: le sel, le calcaire et le charbon. Le site de Tavaux sera retenu, grâce au canal du Rhône au Rhin, au sel de Poligny, aux carrières de Damparis commune voisine, et au charbon des mines de Blanzy dans le Morvan. Dès 1930 l'usine démarre, en 1932 le procédé Solvay est mis en œuvre. Après la Seconde Guerre mondiale débute la fabrication de chlorure de vinyle, alors appelé matière plastique. Aujourd'hui, immense site industriel, Solvay, ce sont 200 ha, 1 800 salariés (dont 400 chez les sous-traitants) et 1,2 million de tonnes de produits chaque année. Ces fabrications sont notamment : l'eau de Javel, la soude caustique, des bases de chimie lourde (dégraissants, solvants…) et de chimie légère pour l'industrie pharmaceutique et textile. Enfin les PVC destinés à la fabrication des tubes, fenêtres, jouets, maroquinerie… Ce grand bouleversement industriel exploite deux productions traditionnelles de la région: le sel et le calcaire.

## Histoire
Ce petit territoire n'a pas d'histoire spécifique puisqu'il n'a jamais été une unité politique; toutefois la présence très ancienne des hommes passionne les archéologues depuis le XVIIIe siècle. Elle continue à susciter des recherches et des découvertes enthousiasmantes. 

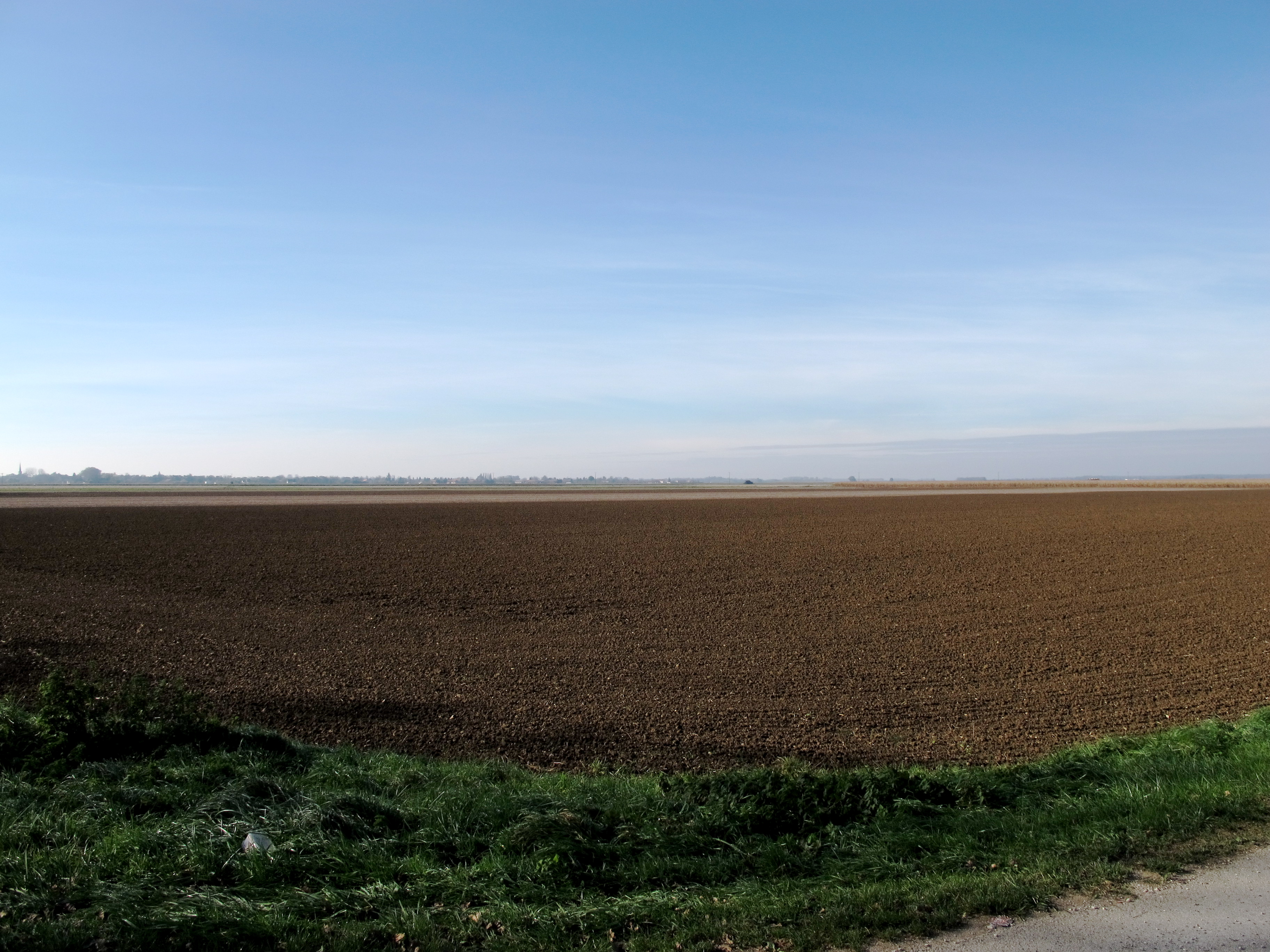
Morne plaine nourrissant les hommes depuis plusieurs millénaires.

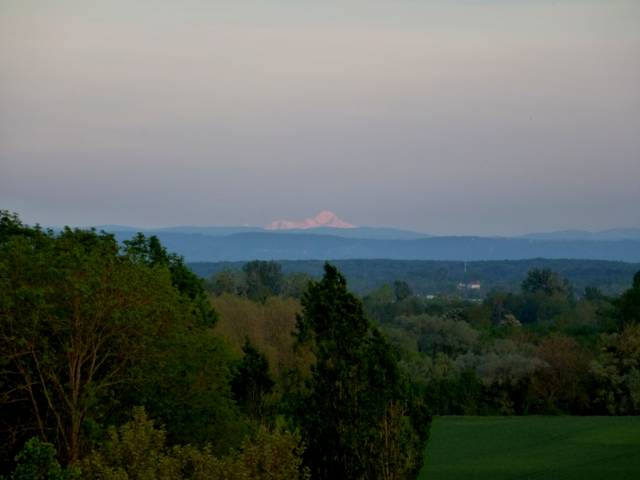
De Choisey il arrive que l'on puisse voir le Mont-Blanc

En outre, sa situation de zone frontalière lui coûtera souvent de graves ennuis au cours des siècles.

### Protohistoire et Antiquité
La découverte d'objets gallo-romains dans les terres labourées éveilla très tôt la curiosité des érudits locaux et des collectionneurs; mais il faudra attendre le début du XXe siècle pour que débute des fouilles rigoureuses entreprises par Julien Feuvrier professeur au collège de l'Arc et conservateur du musée archéologique de Dole. La seconde phase des découvertes vint de la prospection aérienne effectuée notamment par Gérard Chouquer entre 1975 et 1992. Conjointement la percée des grands chantiers des infrastructures autoroutières ont permis la réalisation de fouilles, toujours actives, sous la direction d'universitaires et de chercheurs.
À Choisey les vestiges retrouvés il y a peu, permettent de situer l'occupation du Finage par l'homme probablement antérieurement à l'âge de bronze. La première fouille sur ce site, qui s'est déroulée de juillet à septembre 2008, a révélé plusieurs phases d'occupation qui s'inscrivent entre la fin du Néolithique (environ 2500 avant notre ère) et le début de l'âge du bronze (1200-1100 avant notre ère). Par ailleurs des sépultures ont été mises au jour à Damparis, commune voisine de Tavaux. Leurs dates se situent entre 1200 et 800. L'étude de la terre de fossés anciens (repérés par photos aériennes) permet de savoir que des peuples de la Gaule ancienne exploitaient de petites unités agricoles dispersées (aucune trace de village de cette époque n'a été retrouvée à ce jour). Ensuite les peuples Séquanes et Eduens se partageaient les terres et les lieux de péage. Les alliances commerciales et militaires qu'ils lièrent avec le monde romain du sud de la Gaule allaient faciliter la conquête par Jules César en 52 avant Jésus-Christ. Cette région n'est pas précisément nommée par les écrits des auteurs contemporains de cette époque mais la présomption est forte même si l'authentification n'est pas réalisée à ce jour. Toutefois ce que révèlent les chantiers de fouilles permet de penser que cette région fût riche et active durant la Pax Romana.
Dès le Ier siècle, la VIIIe siècle légion romaine s'installe à Mirebeau-sur-Bèze avant de partir pour Strasbourg. Ce sont environ 5 500 hommes (sans compter les auxiliaires recrutés dans la population locale) qui vont séjourner à proximité du territoire. Outre les impératifs stratégiques qui nécessitent la construction de voies, dont se charge l'armée, le besoin de nourriture va conduire à une prise en main de l'agriculture par les nouvelles autorités. Au Ier siècle le Finage ne compte que sept domaines agricoles. Sept villae répertoriées sur les actuelles communes de Choisey, Tavaux, Saint-Aubin, Aumur, Champdivers et Gevry. Dans ces grandes villae ont été retrouvées des « scories », (restes métallurgiques). Il s’agit probablement de forges domestiques comme à Saint-Aubin ou routières comme à Choisey. Ceci tendrait à prouver qu'à proximité se trouvait un camp; une centurie peut-être. Le nord du Finage fut-il une « zone industrielle »?  Les dernières découvertes à Choisey prouvent que de nombreux déchets datent de bien avant l'Empire romain; corrélativement la connaissance de minerais de surface à Choisey pourrait le faire envisager. Il semble qu'en l'état des découvertes il faille s'en tenir plutôt à l’existence de métallurgie de forges destinées à la fabrication d’outils, d’équipements agricoles et de réparations de matériel routier.
Les grandes villae dont la présence a été révélée par photos aériennes et confirmées par des fouilles parsèment tout le territoire du Finage.
Notamment:
- Tavaux « sarrasin ». Il s’agit d’un site comprenant plusieurs exploitations dans des enclos différents séparés par un chemin.
- Molay très grande villa allongée du type de celles du Nord de la Gaule.
- Molay-Gevry est le plus grand bâtiment agraire du Finage dont celui destiné à l’habitation mesure environ 80 mètres de long. La tradition situe ici un port sur le Doubs nommé Port Aubert (figure encore sur la carte de Cassini comme lieu-dit ou ancien village)[6]. Aucune trace ne prouve son existence.
- Choisey « Les Nébies » très important et probablement occupé depuis plus longtemps que la période gallo-romaine a fait l’objet de fouilles lors des travaux de l’autoroute A39 et ceux liés à la création de la zone du "Pôle Innova".
- Saint Aubin « Le Mazeret »  se compose de deux zones: à l’ouest des constructions regroupées de type agglomération et à l’est de bâtiments importants probablement à usage collectif (hangars, culte, salles de réunion ?) Le plus grand devait mesurer 50 m de longueur. On retrouve ce type de construction à Tavaux, Molay, Saint Loup laissant penser qu’il s’agirait de silos à grains propres aux régions d’échanges à forte production agricole. Il faut souligner que * le Mazeret va constituer une zone de peuplement distinct durant le haut Moyen Âge[9].

Des sites funéraires (isolés des habitations comme le voulait la tradition de l'époque) privés et publics sont en cours de fouille. Au nord de Tavaux la sépulture d'un bénéficiaire, entouré des tombes de sa famille a été trouvée. Un personnage important vivait ici (super sous-préfet chargé de la justice, de la collecte des récoltes pour l'armée, des impôts…) probablement un ancien militaire valeureux à la retraite. Plus de cent matériels militaires utilisé à cette époque s'y trouvent également (billes de fronde, éléments d'armure, boulets…) laissant penser à la présence d'une centurie.
Le IIe siècle va consacrer une multiplication des exploitations (plusieurs dizaines). On en ignore la cause; une accélération de la démographie multipliant les partages successoraux, ou bien l'installation de nombreux vétérans ? Favorisée par la Pax Romana la romanisation se poursuit avec toute l'administration sous-jacente (cadastre dont on a retrouvé des bornes), levée de l'impôt du cens.

### Le Moyen Âge
La chute de l'Empire romain, les grandes invasions eurent, ici comme ailleurs des conséquences très importantes : destructions, diminutions de la population, abandon des réseaux routiers, mise à mal des cultures et des échanges. Le Finage de la Pax Romana avait cessé de produire ses richesses et donc de subvenir aux besoins des hommes. Intégré dans le comté d'Amaous celui-ci n'y laissera aucune trace encore visible sur le terrain.

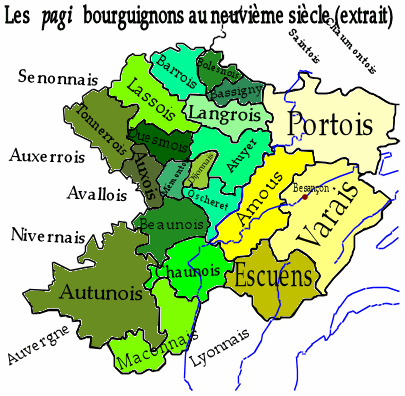
Au IXe siècle le Finage est en Amaous.

 Dorénavant, la connaissance historique du territoire peut être entrevue à travers des écrits. Ce sont donc dans les archives des monastères et les chartes concédées par les puissants, que l’on découvre la résurrection de l'organisation des hommes dans le Finage. Les abbayes possèdent les terres. Celles de Flavigny de Château-Chalon pour Petit-Noir, Molay, Champdivers; le prieuré de l'abbaye de Saint-Claude pour Annoire et Peseux. D'une façon générale l'abandon antérieur de la culture des sols a provoqué le retour de la forêt. La christianisation fait comme ailleurs surgir les églises, les monastères de moines bâtisseurs et agriculteurs permettant le regroupement de population à l'origine des villages actuels. Vers la fin du premier millénaire l'organisation sociale fera renaitre le Finage qui conserve dans son sol les traces des buttes qui dans ce pays immensément plat permettait la construction de châteaux en bois et de palissades fortifiées entourées de fossés remplis de l'eau abondante dans la région. Les villages actuels naissent entre le Xe et le XIe siècle et les mottes sont toujours visibles Annoire, Saint-Aubin, Chemin et Tavaux. Ces « places fortes » permettant de contrôler la région proche, ont attisé les appétits. Les comtes et ducs avoisinants en recherchèrent le contrôle voire la possession. Les successions contestées entrainèrent la contrée dans d'incessantes guerres locales. La modification de l'orientation des échanges ne lui fera pas retrouver l'importance que conférait la voie romaine. Les marchands des foires de Champagne traverseront la Bourgogne proche du nord au sud et le chemin de Compostelle venant de l'est allant vers l'ouest passera plus au nord; la route du sel, partant de Salins sera plus importante pour sa partie sud, toutefois, celle se dirigeant vers Dijon traverse le Finage.
Plus tard les « seigneurs » locaux (familles de Neublans, Chaussin, Longwy) feront construire des manoirs et des forteresses qui succédèrent à la motte castrale. Le plus important dans l'actuel Finage fut le château de Gevry. Il apparait au XIIIe siècle alors que les ducs ou comtes de Bourgogne cherchent à conserver le contrôle des voies. Situé au bord du Doubs il permettait la surveillance du passage de la rivière et de la route de Salins en direction de Saint-Jean-de-Losne ou d'Auxonne. Il ne reste plus rien de ce château.

### De la Terre d'Empire à la France

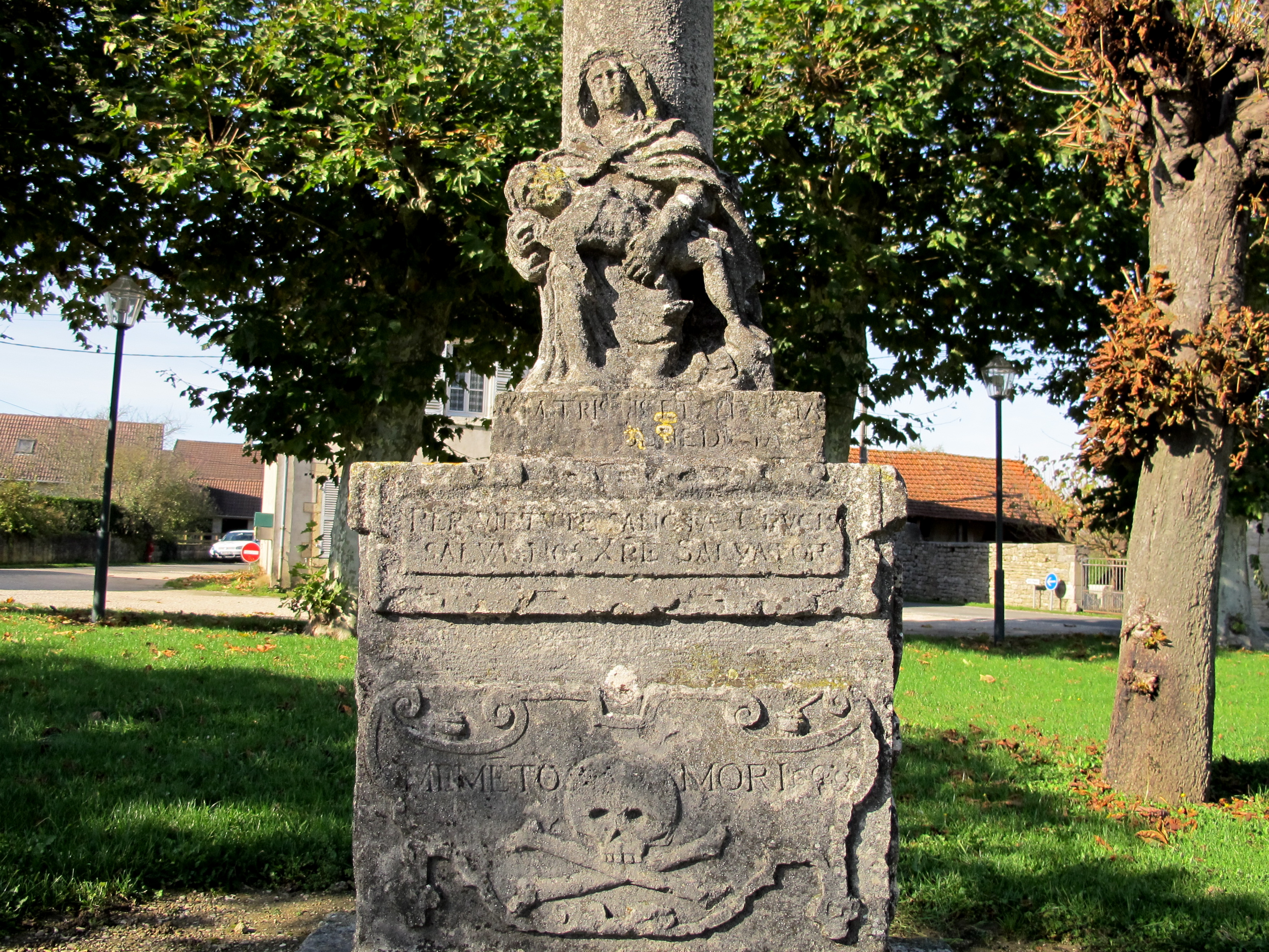
Calvaire de Petit Noir contemporain du siège de Dole.

Dès la mort de Charles le Téméraire en 1477, Louis XI, l’empereur archiduc Sigismond et l’évêque de Bâle se retournent sur la Franche-Comté. Après avoir échoué en 1477 Louis XI prend de Dole en 1479, prise qui reste dans toutes les mémoires comtoise, mais la province ne revient pas à la Couronne de France. Il faudra attendre la longue guerre de Trente Ans pour y parvenir lors de la paix de Nimègue en 1678. La guerre de Dix Ans, partie comtoise de la guerre de Trente Ans, fut déclenchée par Richelieu qui rompit la neutralité de la Franche-Comté. Le siège de Dole par Louis prince de Condé, débuta fin mai 1636 et cessa le 15 août. La ville a résisté, les troupes françaises repartent vers la Picardie où elles étaient attendues.
La ville de Dole n'était pas tombée, mais massacres, pillages et incendies vengeurs furent le lot des villages du Finage,. Au nord d'autres troupes françaises franchirent la frontière « le 19 avril Petit-Noir brûlait puis Chaussin le 23. » Tavaux, Saint Aubin y passeront aussi. Les troupes assaillantes de Condé utilisèrent les pays environnants mais leur infligeait par avance des sévices : « Le 5 juillet ils cernaient Vaudray où la garnison refusait de se rendre, les faucheurs firent quelques dégâts dans les blés. » Le Doubs constituait pour les dolois un rempart naturel aussi « le 7 Villeroi décida de franchir le Doubs plus en aval, à Petit-Noir, et le 12 il établissait de nouveaux quartiers à Choisey, … » Longueville ayant échoué devant Salins « le 19 juillet il franchit le Doubs à Longwy et établissait ses quartiers vers Molay, Tavaux et Gevry à quelques lieues de Dole. » Enfin « les survivants du village d'Annoire déclarèrent en 1648 qu'ils n'étaient plus que cinq ou six habitants alors qu'autrefois leur communauté regroupait plus de 200 familles. » La peste, la famine la guerre étaient passées.

### Le Pays que l’on traverse
La perte progressive de la qualité de capitale régionale par Dole à partir de 1678 donna un coup d'arrêt à son rayonnement. Les guerres ne s’y sont plus arrêtées, sans pour autant épargner les habitants, l’industrie s’y est implantée sans créer de grands ravages. Si l’on compare la carte de Cassini avec une carte actuelle on constate que les surfaces boisées et cultivées ont conservé les mêmes rapports et les mêmes localisations ; il n’en serait probablement pas de même pour les paysages. Le Finage est devenu plus ample, plus nu du fait de l’immensité des champs. Le parcellaire n’a plus aucun rapport avec ce qu'il était il y a un siècle. Enfin les vastes courbes des échangeurs entre d’immenses voies rectilignes ont créé des paysages futuristes qui font ressortir le caractère de toujours du Finage : un lieu d'agriculture prospère, de passage et d’échanges.